# Gabriel Barbosa
Pour les articles homonymes, voir Barbosa.
Gabriel Barbosa Almeida, plus connu comme Gabi ou Gabigol, né le 30 août 1996 à São Bernardo do Campo, est un footballeur international brésilien. Évoluant au poste d'attaquant, il joue actuellement à Cruzeiro EC.

## Biographie

### Jeunesse et formation
Gabriel naît le 30 août 1996 à São Bernardo do Campo, dans l'État de São Paulo. Il vit dans le bidonville de Parque Seleta avec ses parents, Valdemir — un métallurgiste — et Lindalva. Il commence le football dès son plus jeune âge, et entre dans le club de futsal de São Paulo. Lors d'un match contre Santos, alors qu'il n'a que huit ans, il marque tous les buts de son équipe lors d'une victoire 6-4 et tape dans l'œil de Zito, un ancien joueur du Peixe. Il rejoint dès lors le club et poursuit sa formation durant laquelle il aurait marqué 600 buts selon son représentant Wagner Ribeiro ; et c'est de là qu'il tiendrait son surnom Gabigol. Passant par toutes les étapes de la formation du club santista, il permet au club de remporter le championnat paulista des moins de 13 ans et des moins de 15 ans, puis remporte la coupe du Brésil des moins de 15 ans en marquant à six reprises. Il indique que la présence de ses parents lors de sa formation lui permet de contenir la pression due à sa célébrité précoce et de ne pas sauter les étapes.

### Carrière en club

#### Débuts à Santos
Le 25 septembre 2012, il signe son premier contrat professionnel avec une clause libératoire estimée à 50 millions d'euros. Il fait ses débuts en compétition officielle le 26 mai 2013 lors d'un match de championnat contre Flamengo en entrant en jeu à vingt minutes de la fin du temps réglementaire. La saison suit son cours mais il n'apparaît que rarement sur les feuilles de matches et ne marque qu'un seul but, contre Vitória. C'est la saison suivante qu'il se révèle aux yeux du public brésilien en terminant meilleur buteur de son équipe, avec 21 buts en 56 matches toutes compétitions confondues. Le 1er février 2014, il marque notamment le 12 000e but de l'histoire de Santos durant la victoire 5-1 face à Botafogo. Auteur d'une belle saison, il signe un nouveau contrat et est lié au club jusqu'en septembre 2019 mais n'est pas intransférable selon son entraîneur Enderson Moreira,. En 2015, il remporte le championnat de São Paulo et emmène l'équipe en finale de coupe du Brésil en marquant huit fois, le meilleur total de l'équipe.

#### Inter Milan (2016-2020)

##### Première saison peu concluante (2016-2017)
Le 30 août 2016, quelques jours après sa victoire finale aux Jeux olympiques, Gabriel signe en faveur de l'Inter Milan pour cinq années dans le cadre d'un transfert estimé à 30 millions d'euros. Le jeune brésilien explique alors son envie « de faire partie de l'histoire de ce club, [...] d'apporter [sa] pierre à l'édifice ». Il choisit le numéro 96, en référence à son année de naissance.
Gabigol joue son premier match officiel contre Bologne le 25 septembre 2016, quelques jours après sa présentation officielle, en prenant part aux seize dernières minutes (1-1). Il s'ensuit néanmoins une longue période durant laquelle il ne joue pas, alternant entre matches passés sur le banc ou dans les tribunes, à cause de la situation délicate traversée par le club milanais. Les entraîneurs se succèdent (Roberto Mancini, Frank de Boer, Stefano Vecchi puis Stefano Pioli) et aucun ne donne sa chance au jeune espoir brésilien,. Tandis que son agent évoque la possibilité d'un prêt au Brésil,, son nouvel entraîneur lui apporte publiquement son soutien et lui donne du temps de jeu contre Sassuolo (1-0) et Lazio Rome (3-0) en décembre, avant la trêve hivernale. Le 17 janvier 2017, il est titularisé pour la première fois contre Bologne (3-2) en coupe d'Italie. Une satisfaction de courte durée car, après ce match, le jeune brésilien ne gratte que quelques minutes de temps de jeu mais parvient tout de même à se montrer décisif contre Bologne (1-0), le 19 février 2017, en marquant le but de la victoire. Il termine l'année sur la même note, avec trois matches en quatre mois.
Au regard du prix de son transfert et de son apport sportif (un but en dix matches), le bilan de son passage à l'Inter Milan est donc très négatif. À ce titre, il remporte l'édition 2017 du Bidone d'Oro 2017 : titre décerné tous les ans au plus gros flop du championnat italien.

##### Prêt au Benfica Lisbonne (2017-2018)
Le 31 août 2017, il est prêté au Benfica Lisbonne avec une option d'achat de 25 millions d'euros. 
Cependant, comme à Milan, il joue peu et finit la première partie de saison avec un but en quatre matches. Les autres attaquants, Jonas notamment, lui sont préférés et son rendement à l'entraînement ne plaide pas en sa faveur. Dès lors, le club lisboète décide d'arrêter le prêt du Brésilien.

##### Retour à Santos (2018)
Le 4 février 2018, en vue de la Coupe du monde 2018, il retourne à Santos dans le cadre d'un prêt jusqu'en décembre.

##### Prêt, puis transfert à Flamengo (2019-2025)
En janvier 2019, Gabriel est prêté par l'Inter Milan à Flamengo.
Gabriel inscrit un doublé contre le River Plate en finale de la Copa Libertadores qui offre le second titre du club dans la compétition après 38 ans d'attente le 23 novembre 2019 (victoire 2-1). Il se fait néanmoins expulser en toute fin de rencontre après avoir reçu un second carton jaune. Auteur de neuf buts, Gabriel termine meilleur buteur de la Copa. Ce doublé permet également à Gabigol d'atteindre la barre des quarante buts sur une saison pour la première fois de sa carrière. Il termine meilleur buteur de la Série A avec vingt-cinq buts tandis que le Flamengo est sacré champion du Brésil.
En janvier 2020, il est définitivement transféré à Flamengo.
Le 25 mars 2024, il est suspendu pour une durée de deux ans à la suite d'une fraude lors d'un contrôle antidopage effectué le 8 avril 2023. Un mois plus tard, le tribunal arbitral du sport (TAS) a en effet suspendu la décision prise par le tribunal sportif antidopage brésilien. En attendant la fin de la procédure, « Gabigol » s’est donc vu autoriser à rejouer sous le maillot de Flamengo.

##### Cruzeiro (depuis 2025)
Le 1er janvier 2025, Gabriel rejoint officiellement Cruzeiro pour quatre saisons. 

### Carrière internationale

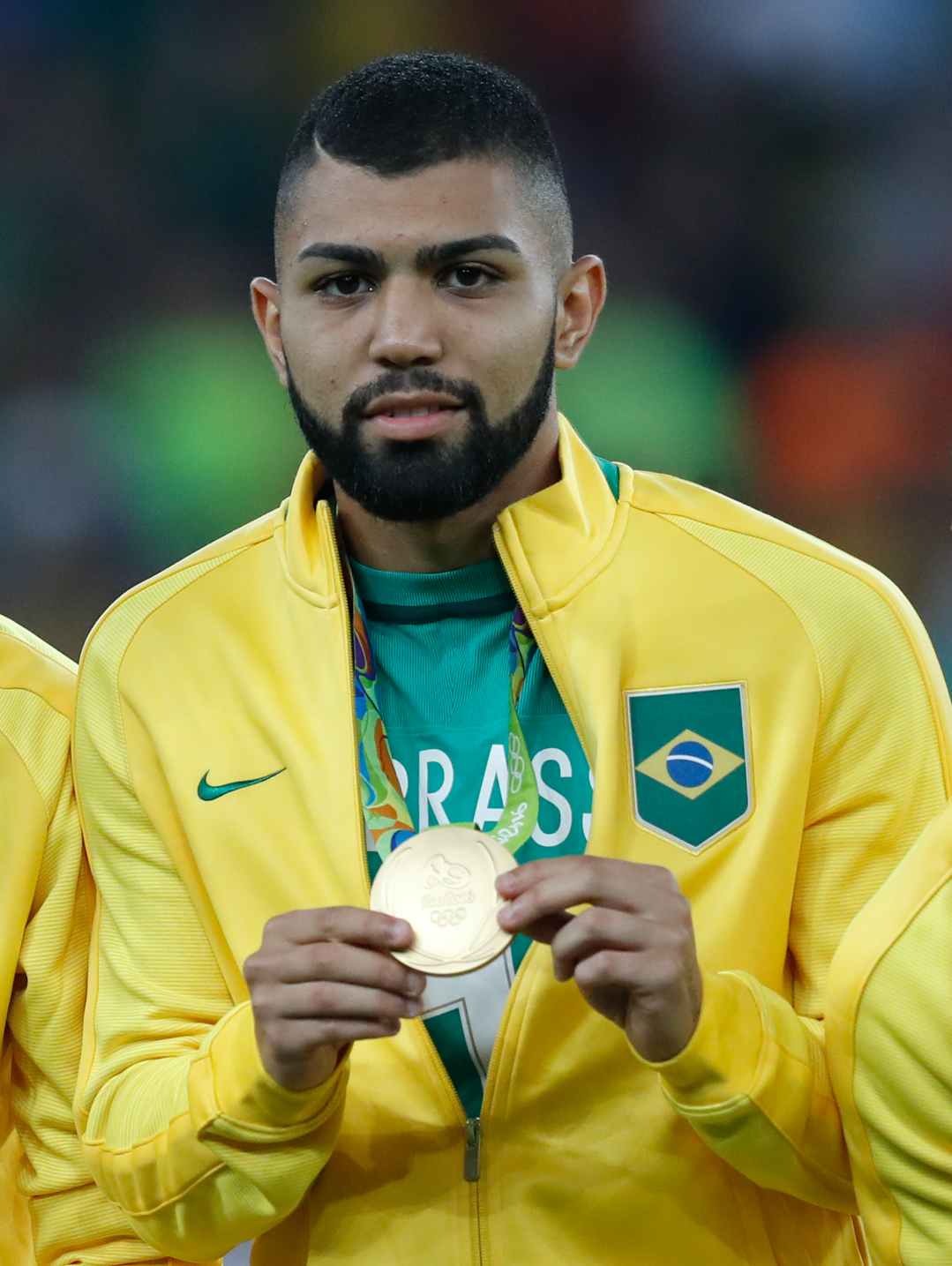
Gabriel avec la médaille d'or aux Jeux de Rio.

Gabriel Barbosa est sélectionné pour la première fois en mars 2016, dans le cadre des matches d'éliminatoires de la Coupe du monde 2018 contre l'Uruguay et le Paraguay mais reste remplaçant. Il joue son premier match officiel deux mois plus tard contre le Panama en amical et y marque son premier but. Ses prestations encourageantes – tant en club qu'en sélection – lui valent sa sélection pour la Copa América Centenario, édition spéciale pour les cent ans de la Copa América aux États-Unis. Il marque un but en trois matches (contre Haïti lors d'une victoire 7-1) mais l'équipe est éliminée dès le premier tour en finissant à la troisième place de son groupe. 
Cette première déception ne l'empêche pas d'être sélectionné pour les Jeux olympiques de Rio de Janeiro un mois plus tard. Après deux premiers matchs poussifs dans lesquels la sélection n'inscrit aucun but, il marque un doublé contre le Danemark (4-0). Il ne marquera pas d'autres buts mais le trio offensif qu'il forme avec Gabriel Jesus et Neymar est salué par la presse,. Arrivé jusqu'en finale, il remporte finalement les Jeux olympiques face à l'Allemagne aux tirs au but (1-1 ; 5-4).
À la suite de cette victoire historique, la médaille olympique étant le seul trophée qu'il manquait au palmarès brésilien, il est sélectionné pour les éliminatoires de la Coupe du monde 2018 en septembre. Toutefois, dû à ses mauvaises performances en club, il n'est plus sélectionné et ne participe pas à la Coupe du monde 2018.
Gabriel est rappelé par Tite en sélection au mois d'octobre 2019, plus de trois ans après sa dernière cape, grâce à sa forme du moment avec Flamengo. Il remplace Roberto Firmino lors d'un amical contre le Nigeria le 13 octobre.

## Style de jeu
Son représentant, Wagner Ribeiro, le décrit comme ayant « le pied gauche de Ganso, la technique de Neymar et la vitesse de Lucas ».
Décrié comme n'étant pas altruiste, il le devient au fur et à mesure de la saison 2015 et son nouvel entraîneur, Dorival Júnior, explique alors que « Gabriel a appris à jouer en équipe ».

## Statistiques

### Statistiques détaillées
| Saison                | Club                    | Championnat           | Championnat | Championnat | Championnat | Coupe nationale | Coupe nationale | Coupe nationale | Coupe de la Ligue | Coupe de la Ligue | Coupe de la Ligue | Supercoupe | Supercoupe | Supercoupe | Compétition(s) continentale(s) | Compétition(s) continentale(s) | Compétition(s) continentale(s) | Compétition(s) continentale(s) | Championnat d'État | Championnat d'État | Championnat d'État | Coupe du Monde des clubs | Coupe du Monde des clubs | Coupe du Monde des clubs | Brésil | Brésil | Brésil | Total | Total | Total |
| Saison                | Club                    | Division              | M.          | B.          | P.d.        | M.              | B.              | P.d.            | M.                | B.                | P.d.              | M.         | B.         | P.d.       | Comp.                          | M.                             | B.                             | P.d.                           | M.                 | B.                 | P.d.               | M.                       | B.                       | P.d.                     | M.     | B.     | P.d.   | M.    | B.    | P.d.  |
| 2013                  | Santos FC               | Série A               | 11          | 1           | 1           | 2               | 1               | 0               | -                 | -                 | -                 | -          | -          | -          | -                              | -                              | -                              | -                              | -                  | -                  | -                  | -                        | -                        | -                        | -      | -      | -      | 13    | 2     | 1     |
| 2014                  | Santos FC               | Série A               | 31          | 8           | 5           | 7               | 6               | 3               | -                 | -                 | -                 | -          | -          | -          | -                              | -                              | -                              | -                              | 18                 | 7                  | 2                  | -                        | -                        | -                        | -      | -      | -      | 56    | 21    | 10    |
| 2015                  | Santos FC               | Série A               | 30          | 10          | 4           | 14              | 8               | 3               | -                 | -                 | -                 | -          | -          | -          | -                              | -                              | -                              | -                              | 12                 | 3                  | 3                  | -                        | -                        | -                        | -      | -      | -      | 56    | 21    | 10    |
| 2016                  | Santos FC               | Série A               | 11          | 5           | 1           | 1               | 0               | 0               | -                 | -                 | -                 | -          | -          | -          | -                              | -                              | -                              | -                              | 17                 | 7                  | 3                  | -                        | -                        | -                        | 4      | 2      | 0      | 33    | 14    | 4     |
| Sous-total            | Sous-total              | Sous-total            | 83          | 24          | 11          | 24              | 15              | 6               | -                 | -                 | -                 | -          | -          | -          | -                              | 0                              | 0                              | 0                              | 47                 | 17                 | 8                  | -                        | -                        | -                        | 4      | 2      | 0      | 158   | 58    | 25    |
| 2016-2017             | Inter Milan             | Serie A               | 9           | 1           | 0           | 1               | 0               | 0               | -                 | -                 | -                 | -          | -          | -          | C3                             | 0                              | 0                              | 0                              | -                  | -                  | -                  | -                        | -                        | -                        | 0      | 0      | 0      | 10    | 1     | 0     |
| Sous-total            | Sous-total              | Sous-total            | 9           | 1           | 0           | 1               | 0               | 0               | -                 | -                 | -                 | -          | -          | -          | -                              | 0                              | 0                              | 0                              | -                  | -                  | -                  | -                        | -                        | -                        | 0      | 0      | 0      | 10    | 1     | 0     |
| 2017-2018             | Benfica Lisbonne (prêt) | Liga NOS              | 1           | 0           | 0           | 1               | 0               | 0               | 1                 | 1                 | 0                 | -          | -          | -          | C1                             | 2                              | 0                              | 0                              | -                  | -                  | -                  | -                        | -                        | -                        | -      | -      | -      | 5     | 1     | 0     |
| Sous-total            | Sous-total              | Sous-total            | 1           | 0           | 0           | 1               | 0               | 0               | 1                 | 1                 | 0                 | -          | -          | -          | -                              | 2                              | 0                              | 0                              | -                  | -                  | -                  | -                        | -                        | -                        | -      | -      | -      | 5     | 1     | 0     |
| 2018                  | Santos FC (prêt)        | Série A               | 35          | 18          | 2           | 3               | 4               | 0               | -                 | -                 | -                 | -          | -          | -          | CL                             | 7                              | 1                              | 0                              | 8                  | 4                  | 0                  | -                        | -                        | -                        | -      | -      | -      | 53    | 27    | 2     |
| Sous-total            | Sous-total              | Sous-total            | 35          | 18          | 2           | 3               | 4               | 0               | -                 | -                 | -                 | -          | -          | -          | -                              | 7                              | 1                              | 0                              | 8                  | 4                  | 0                  | -                        | -                        | -                        | -      | -      | -      | 53    | 27    | 2     |
| 2019                  | CR Flamengo (prêt)      | Série A               | 29          | 25          | 8           | 4               | 2               | 0               | -                 | -                 | -                 | -          | -          | -          | CL                             | 12                             | 9                              | 1                              | 12                 | 7                  | 2                  | 2                        | 0                        | 0                        | 1      | 0      | 0      | 60    | 43    | 11    |
| 2020                  | CR Flamengo             | Série A               | 25          | 14          | 2           | 1               | 1               | 0               | -                 | -                 | -                 | 1          | 1          | 1          | RS+CL                          | 1+5                            | 1+2                            | 0+1                            | 10                 | 8                  | 6                  | -                        | -                        | -                        | -      | -      | -      | 43    | 27    | 10    |
| 2021                  | CR Flamengo             | Série A               | 18          | 12          | 5           | 5               | 2               | 0               | -                 | -                 | -                 | 1          | 1          | 0          | CL                             | 13                             | 11                             | 4                              | 8                  | 8                  | 1                  | -                        | -                        | -                        | 12     | 3      | 0      | 57    | 37    | 10    |
| 2022                  | CR Flamengo             | Série A               | 29          | 11          | 1           | 9               | 2               | 0               | -                 | -                 | -                 | 1          | 1          | 0          | CL                             | 12                             | 6                              | 2                              | 12                 | 9                  | 1                  | -                        | -                        | -                        | 1      | 0      | 0      | 64    | 29    | 4     |
| 2023                  | CR Flamengo             | Série A               | 5           | 3           | 0           | 2               | 1               | 1               | -                 | -                 | -                 | 1          | 2          | 0          | RS+CL                          | 2+3                            | 0+1                            | 0+0                            | 11                 | 5                  | 1                  | 2                        | 2                        | 0                        | -      | -      | -      | 26    | 14    | 2     |
| Sous-total            | Sous-total              | Sous-total            | 106         | 65          | 16          | 21              | 8               | 1               | -                 | -                 | -                 | 4          | 5          | 1          | -                              | 48                             | 30                             | 8                              | 53                 | 37                 | 11                 | 4                        | 2                        | 0                        | 14     | 3      | 0      | 250   | 150   | 37    |
| Total sur la carrière | Total sur la carrière   | Total sur la carrière | 234         | 108         | 29          | 50              | 27              | 7               | 1                 | 1                 | 0                 | 4          | 5          | 1          | -                              | 57                             | 31                             | 8                              | 108                | 58                 | 19                 | 4                        | 2                        | 0                        | 18     | 5      | 0      | 476   | 237   | 64    |

### Buts internationaux
|     | Date         | Sél. | Lieu                                                   | Adversaire | Score | Résultat | Détail | Compétition             |
| --- | ------------ | ---- | ------------------------------------------------------ | ---------- | ----- | -------- | ------ | ----------------------- |
| 1er | 29 mai 2016  | 1    | Dick's Sporting Goods Park, Commerce City (États-Unis) | Panama     | 2-0   | 2-0      | 73e    | Match amical            |
| 2e  | 8 juin 2016  | 3    | Camping World Stadium, Orlando (États-Unis)            | Haïti      | 4-0   | 7-1      | 59e    | Copa América Centenario |
| 3e  | 13 juin 2021 | 8    | Estádio Nacional Mané Garrincha, Brasilia (Brésil)     | Venezuela  | 3-0   | 3-0      | 89e    | Copa América 2021       |

## Palmarès

### En club
- Santos FC :
  - Vainqueur du championnat de São Paulo en 2015 et 2016

- Flamengo :
  - Vainqueur du championnat de Rio de Janeiro en 2019, 2020 et 2021
  - Vainqueur de la Copa Libertadores en 2019 et 2022
  - Champion de Série A en 2019 et 2020
  - Recopa Sudamericana 2020
  - Supercoupe du Brésil 2020, 2021
  - Campeonato Carioca 2019, 2020

### En sélection
- Brésil olympique :
  - Vainqueur des Jeux olympiques en 2016

- Brésil
  - Finaliste de la Copa América en 2021

### Distinctions personnelles
- Meilleur buteur de la Coupe du Brésil en 2014, 2015 et 2018
- Meilleur espoir de Serie A brésilienne en 2015
- Nommé dans l'équipe-type de l'année de Série A brésilienne en 2018
- Meilleur buteur de Série A brésilienne en 2018 et 2019